# Grashros
Grashros (グラシュロス?, Gurashurosu) è un manga scritto da Muneyuki Kaneshiro e disegnato da Akeji Fujimura; è stato pubblicato sulla rivista mensile Weekly Young Magazine di Kōdansha dal tra 2017 e 2018.

## Trama
Trentamila anni fa viveva l'uomo di Cro-Magnon, suddiviso in svariate tribù. In una di esse vive Akuu, bambino maledetto nato durante un'eclissi di Luna. Perché non venisse ucciso il padre, da solo, aveva abbattuto una delle prede più feroci ed ambite della foresta, dovendo rinunciare al suo ruolo di cacciatore e venendo relegato al controllo delle armi. Il manga segue la storia di Akuu, odiato e ripudiato da tutti gli abitanti del villaggio.

## Personaggi
- Akuu (アクウ?, Akuu)
- Dadaa (ダダア?, Dadaa)
- Lulu (ルル?, Ruru)
- Shuri (シュリ?, Shuri)
- Shurava (シュラヴァ?, Shurava)
- Iipin (イーピン?, Īpin)

## Volumi
| Nº | Data di prima pubblicazione | Data di prima pubblicazione | Data di prima pubblicazione |
| Nº | Giapponese                  | Giapponese                  |                             |
| -- | --------------------------- | --------------------------- | --------------------------- |
| 1  | 6 novembre 2017             | ISBN 978-4065103548         |                             |
| 2  | 5 gennaio 2018              | ISBN 978-4065107126         |                             |
| 3  | 7 maggio 2018               |                             |                             |
| 4  | 6 luglio 2018               |                             |                             |
| 5  | 5 ottobre 2018              |                             |                             |